# Editorial Aymà
Editorial Aymà fue una editorial española pionera en la publicación de libros en lengua catalana bajo el franquismo.

## Historia
Creada en 1942, la editorial tomó el apellido de sus fundadores, Jaume Aymà i Ayala  y su hijo Jaume Aymà i Mayol, si bien su denominación legal pasó por distintas etapas: Ediciones Aymà, Aymà Editor, Aymà SL Editores y, desde 1957 hasta su cierre en 1983, Aymà Sociedad Anónima Editora. En 1962 padre e hijo vendieron sus acciones al empresario Joan Baptista Cendrós, que pasó a controlar la editorial; Cendrós eligió a Joan Oliver como director literario, e integró en la firma fondos procedentes de otras editoriales. En 1983, tras interrumpir sus actividades, la sociedad cedió algunas de sus colecciones a la Fundación Enciclopedia Catalana.
Pese a su voluntad de retomar la edición en lengua catalana, interrumpida por la instauración del régimen franquista tras la Guerra Civil, los Aymà no tuvieron más remedio que iniciar su trayectoria imprimiendo libros en castellano. Con buen criterio, empezaron centrándose en la narrativa de autores extranjeros que habían gozado de notable proyección internacional, como Pearl S. Buck o G. K. Chesterton, y también en géneros populares como la novela policial, editando la obra del francés Georges Simenon, el creador del comisario Maigret. El mayor acierto de la casa fue la traducción de la novela de Margaret Mitchell Lo que el viento se llevó, de la que se vendieron miles de ejemplares en pocos días. Ya en los 60, la editorial daría a conocer la producción del británico Ian Fleming, autor de la serie de espionaje protagonizada por James Bond, que en aquel entonces empezaba a popularizarse por las adaptaciones a la gran pantalla.
El empeño de los Aymà de recuperar la publicación en catalán dio frutos tempranos. En  1946, después de editar clandestinamente unos pocos títulos con pies de imprenta falsos (como L’aperitiu de Josep Maria de Sagarra, ficticiamente impreso en Perpiñán antes de la Guerra Civil), la editorial inauguró la que iba a ser la primera colección en lengua catalana de la posguerra: la Col·lecció Literària Aymà (1947-1950). La novela La bogeria, de Narcís Oller, estrenó esta colección, que abarcó todos los géneros (novela, relato breve, teatro, poesía) y se nutrió tanto de títulos de la literatura universal como de obras de autores catalanes consagrados o noveles. Primera història d'Esther (1948), de Salvador Espriu, fue uno de sus primeros éxitos de ventas.
La editorial promovió asimismo la narrativa catalana mediante la creación del Premio Joanot Martorell; convocado por primera vez en 1947, fue el primer certamen literario en lengua catalana organizado bajo el franquismo y perduró, con algunas interrupciones, hasta 1960. En su lista de ganadores figurarían destacados escritores de la época: Maria Aurèlia Capmany, Josep Pla, Josep Maria Espinàs, Manuel de Pedrolo, Joan Sales, Ramon Folch i Camarasa y Miquel Llor fueron algunos de los galardonados. Por último, debe recordarse como otro hito de la Editorial Aymà la creación en 1955 de la colección Club dels Novel·listes (Club de los Novelistas); en 1959, los escritores Xavier Benguerel y Joan Sales adquirieron la colección y la convirtieron en núcleo de un nuevo sello, Club Editor, de especial relevancia por su labor de difusión de la novela catalana de posguerra.